# Pitcairnia bifaria
Pitcairnia bifaria är en gräsväxtart som beskrevs av Lyman Bradford Smith. Pitcairnia bifaria ingår i släktet Pitcairnia och familjen Bromeliaceae.
Artens utbredningsområde är Peru. Inga underarter finns listade i Catalogue of Life.